# Ryley Walker
Ryley Walker (ur. 30 września 1985) – kanadyjski zapaśnik w stylu wolnym. Dwukrotny medalista mistrzostw panamerykańskich, srebro w 2011. Dziewiąty na igrzyskach panamerykańskich w 2001 roku. Zawodnik University of Saskatchewan.